# ویجای (بازیگر)
ویجای (انگلیسی: Vijay؛ جوزف ویجای چاندراسِخار زادهٔ ۲۲ ژوئن ۱۹۷۴) هنرپیشه و تهیه‌کننده اهل کشور هند است. وی معمولاً در فیلم‌های تامیلی زبان بازی می‌کند. پدر وی کارگردان و تهیه کنندهٔ سینماست. از فیلم‌هایی که ویجی در آن نقش داشته است می‌توان به دوستان، استاد، تفنگ، چاقو، بیگیل، لئو و جرقه اشاره کرد.

## تولد
جوزف ویجی چاندراسِخار (متولد ۲۲ ژوئن ۱۹۷۴)، (معروف به ویجی) بازیگر و خواننده هندی است که عمدتاً در سینمای جنوب هند (تامیل) مشغول به فعالیت است. او یکی از پردرآمدترین بازیگران جنوب هند است و در رتبه هفتم از فهرست ۱۰۰ چهره مشهور فوربس هند حضور داشته است. او در ۶۶ فیلم نقش اول را بازی کرده است و روزنامه بین‌المللی بیزینس تایمز او را به عنوان یک «بازیگر ثابت» معرفی کرد. ویجی که به عنوان Thalapathy «تالاپاتی)(فرمانده» شناخته می‌شود، طرفداران قابل توجهی در سطح بین‌المللی دارد او برنده جوایز متعددی از جمله جایزه بهترین بازیگر مرد اوزاکا و جایزه فیلم بین‌المللی جنوب هند شده است. در سال ۲۰۲۳، او پردرآمدترین بازیگرجنوب هند و یکی از پردرآمدترین بازیگران جهان نیز شد.

## خانواده
ویجی با نام جوزف ویجی چاندراسِخار (Joseph Vijay Chandrasekhar) در ۲۲ ژوئن ۱۹۷۴ در مدرس (چنای فعلی)، تامیل نادو به دنیا آمد. پدرش، S. A. Chandrasekhar، کارگردان فیلم‌های تامیل و مادرش، Shoba Chandrasekhar، خواننده پلی بک و کارناتیک است. پدرش مسیحی و مادرش هندو هستند. ویجی در سن ۱۲ سالگی غسل تعمید داده شد. ویجی یک خواهر به نام ویدیا داشت که در دو سالگی درگذشت. ویجی که در ابتدا در دبیرستان تحصیلات تکمیلی Fathima در کودامبکًام حضور داشت، به دبیرستان تحصیلات عالی Balalok در Virugambakkam رفت و در ادامه مدرک خود را در ارتباطات بصری از کالج Loyola دریافت کرد. هنگام تحصیل در سن ۱۸ سالگی از پدرش پرسید که آیا او شروع به فعالیت در عرصه سینما خواهد کرد.

## زندگی شخصی
ویجی در ۲۵ اوت ۱۹۹۹ با سانگیتا سورنالینگام (Sangeetha Sornalingam)، که یک تامیل سریلانکایی است در بریتانیا با او آشنا و ازدواج کرد. آنها دو فرزند دارند. پسر ویجی، جیسون سانجی، با پدرش در فیلم Vettaikaaran (2009) به ایفای نقش پرداخت و دخترش نقش دختر کوچک در فیلم Theri (2016) را بازی کرد. در ۵ فوریه ۲۰۲۰، اداره مالیات بر درآمد به اقامتگاه ویجی در چنای یورش برد و در مورد فرار مالیاتی احتمالی تحقیق کرد و سرمایه‌گذاری وی را در املاک غیرمنقول که از استودیوی تولید AGS Entertainment به نام او بود، را ضبط کردند. گزارش شده است که Vijay و تهیه‌کننده AGS Entertainment انبو چلیان مظنون به پرداخت‌های ناشناس و کلاهبرداری مالیاتی هستند. نزدیک به ۶۵ کرور روپیه توسط مقامات از محل سکونت چلیان کشف و ضبط شد. تحقیقات زمانی انجام شد که ویجی برای فیلم استادش در کودالور فیلمبرداری می‌کرد. در ۱۲ مارس، مقامات اعلام کردند که هیچ چیز قابل توجهی در طول این یورش یافت نشد. مخالفان حزب بهاراتیا جاناتا آنها را متهم کردند که ویجی را از طریق چنین حملاتی هدف قرار داده‌اند، زیرا ویجی در فیلم مرسال از آنها در مورد پولشویی و مالیات کالا و خدمات  انتقاد می‌کرد. در ۱۳ ژوئیه ۲۰۲۱، دادگاه عالی مدرس دادخواست کتبی ارائه شده توسط ویجی در سال ۲۰۱۲ مبنی بر معافیت مالیات ورودی برای خودروی رولز رویس او که از انگلستان وارد شده بود را رد کرد. جریمه ای به مبلغ یک لک روپیه اعمال کرد که به صندوق امداد عمومی دولت تامیل نادو واریز شود. در ۱۵ ژوئیه ۲۰۲۱، ویجی علیه اظهارات افتراآمیز قاضی علیه او در دادگاه عالی مدرس درخواست تجدید نظر داد. در ۲۰ ژوئیه ۲۰۲۱، درخواست تجدیدنظر ویجی علیه موضوع معافیت مالیاتی و اظهارات افتراآمیز به بخش دیگری از شعبه مالیاتی دادگاه منتقل شد. در ۲۷ ژوئیه ۲۰۲۱ در شعبه دو قاضی از دادگاه عالی مدرس حکم قبلی قاضی S.M. Subramaniam که شامل اظهارات انتقادی بود و همچنین مبلغ جریمه ۱ لک روپیه باقی ماند. در ۲۵ ژانویه ۲۰۲۲، دادگاه اظهارات انتقادی افتراآمیز قاضی S.M. Subramaniam را رد و حذف کرد. در ۱۵ ژوئیه ۲۰۲۲، دادگاه اعلام کرد که هیچ جریمه ای نباید برای خودروی وارد شده اعمال شود، زیرا او قبل از ژانویه ۲۰۱۹ مالیات ورودی کامل را پرداخت کرده بود، و پرونده در این روند بسته شد.

## ثروت
از سال ۲۰۲۱، دارایی خالص ویجی ۴۲۰۰ میلیون روپیه یا ۴۲۰ کرور است. ویجی ۱۰۰ کرور روپیه دستمزد برای Beast دریافت کرد، و همچنین حدود ۱۲۰ کرور برای Varisu به دست آورد، که او را در میان پردرآمدترین بازیگران هندی قرار می‌دهد. در سال ۲۰۲۳، او ۲۰۰ کرور دستمزد دریافت کرد و به یکی از پردرآمدترین بازیگران هند تبدیل شد.

## حرفهٔ سینما

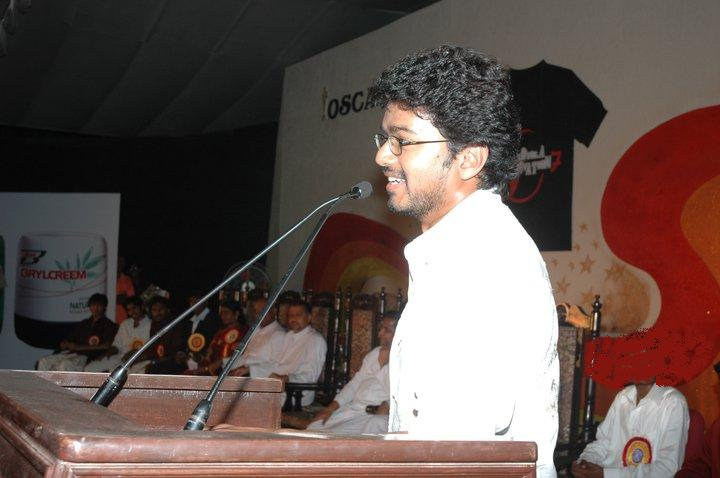
بازیگر ویجی در یک مراسم در سال ۲۰۰۷

از ۱۹۸۴ تا ۲۰۰۳: بازیگر کودک و تبدیل به نقش‌های اصلی
ویجی در سال ۱۹۸۴ در سن ۱۰ سالگی فعالیت سینمایی خود را به عنوان یک بازیگر کودک در Vetri (1984) آغاز کرد و اولین دستمزد خود را به مبلغ ۵۰۰ روپیه توسط بازیگر و تهیه‌کننده P. S. Veerappa به او پرداخت شد. او سپس به عنوان یک بازیگر کودک در فیلم‌های Kudumbam (1984)، Sattam Oru Vilayaattu (1987) و Ithu Engal Neethi (1988) بازی کرده، او همچنین در Naan Sigappu Manithan (1985) به عنوان همبازی با راجینیکانت که بازیگر اصلی بود نیز نقش آفرینی کرد.
ویجی در سن ۱۸ سالگی شروع به بازی در نقش‌های اصلی مانند Naalaiya Theerpu (1992) و سپس در فیلم‌های Sendhoorapandi و Rasigan و Deva و Coimbatore Mappillai ظاهر شد. آنها از نظر تجاری موفق بودند، اگرچه مورد تحسین منتقدان قرار نگرفتند.
در سال ۱۹۹۶، ویجی در فیلم Poove Unakkaga به کارگردانی ویکرامان ایفا نقش کرد، که به گفته او «وقفه‌های اولیه» را به او داد و باعث شد محبوبیت او به اوج خود برسد. در سال ۱۹۹۷، ویجی با بازی در فیلم Kaalamellam Kaathiruppen با واکنش مثبت منتقدان مواجه شد، و با فیلم Love Today مورد تشویق تماشاگران قرار گرفت.
در سال ۲۰۰۰، او در Kannukkul Nilavu، که بیست و پنجمین فیلم موفق او بود، در کنار دو فیلم عاشقانه و تجاری موفق Kushi و Priyamaanavale بازی کرد. فیلم‌های موفق بعدی او Friends و Badri و Shahjahan بودند. در سال ۲۰۰۲ او در فیلم اکشن Thamizhan در کنار بازیگر هندی پریانکا چوپرا بازی کرد، بعدها در فیلم عاشقانه Youth و فیلم اکشن Bagavathi ظاهر شد. سال ۲۰۰۳ را با فیلم کمدی Vaseegara و فیلم ماورطبیعه Pudhiya Geethai آغاز کرد.
۲۰۰۳–۲۰۱۱: وضعیت ستاره در سینمای تامیل
پس از فیلم اکشن و عاشقانه Thirumalai در سال ۲۰۰۳ و فیلم Ghilli فیلمی به کارگردانی S. Dharani و تهیه کنندگی A. M. Rathnam اکران شد. در این فیلم تریشا و پراکاش راج با ویجی به عنوان نقش اصلی بازی کردند. Ghilli اولین فیلم تامیل در تمام دوران بود که ۵۰ کرور در گیشه داخلی فروش داشت. این فیلم در بازار مالزی نزدیک به ۵۰۰ هزار دلار فروش داشت. Ghilli همچنین رکورد بیشترین تماشای فیلم را در هفته اول اکران آن شکست، که قبلاً متعلق به فیلم Adimai Penn (1969) به کارگردانی M. G. Ramachandran بود. Ghilli بازخوردهای مطلوبی دریافت کرد. روزنامه The Hindu نوشت: «ویجی، قهرمانی که توده‌ها امروز با او هم ذات پنداری می‌کنند، و پراکاش راج، شرور تکرار نشدنی، این تلنگر، «گیلی»... در مسیری برنده».
فیلم Ghilli توسط فیلم‌های تجاری موفق Madurey و Thirupaachi در سال ۲۰۰۵ هم ظاهر شد. و ویجی در فیلم‌های موفق تجاری و انتقادی Sachein, Sivakasi و Pokkiri نیز حضور داشت. Pokkiri یکی از پرفروش‌ترین فیلم‌های حرفه‌ای او در آن زمان بود. در اواخر سال ۲۰۰۷، ویجی در فیلم مهیج عاشقانه Azhagiya Tamil Magan ایفای نقش کرد که در آن نقش قهرمان و آنتاگونیست را همزمان بازی کرد. فیلم Azhagiya Tamil Magan مبلغ ۱٫۰۴ میلیون دلار در خارج از کشور فروش داشت، که در سال ۲۰۰۷ در گیشه‌های خارج از کشور پرفروش بود. اسکرین دیلی، یک مجله بریتانیایی، گزارش داد که Azhagiya Tamil Magan در سال ۲۰۰۷ وارد جدول ۱۰ فیلم پرفروش فیلم آسیایی باکس آفیس در مالزی شده است. به غیر از موفقیت تجاری فیلم Vettaikaaran (2009)، تمامی فیلم‌های بعدی او از Azhagiya Tamil Magan, Kuruvi و Villu موفقیت‌های متوسطی داشتند. هر سه فیلم در خارج از کشور موفق‌تر بودند. در سال ۲۰۰۹، ویجی یکی از پردرآمدترین بازیگران در جنوب هند شد. او در سال ۲۰۱۰ در فیلم کمدی اکشن Sura بازی کرد که در گیشه شکست خورد. Sura پنجاهمین فیلم ویجی به عنوان بازیگر اصلی بود.
در اوایل سال ۲۰۱۱، ویجی در فیلم کمدی درام Kaavalan به کارگردانی صدیق ایفای نقش کرد که با مجموع ۱۰۲ کرور در سرتاسر جهان، هم از بینندگان و هم از منتقدان، پاسخ‌های مثبتی دریافت کرد. کاوالان در جشنواره بین‌المللی فیلم شانگهای در چین به نمایش درآمد. کاوالان یک موفقیت تجاری در چین بود. در دیوالی همان سال، فیلم بعدی او، فیلمی اکشن به نام Velayudham، به کارگردانی M. Raja و تهیه کنندگی V. Ravichandran، اکران شد. Velayudham به یکی از پرفروش‌ترین فیلم‌های سال ۲۰۱۱ تبدیل شد. Velayudham در میان مخاطبان ژاپنی موفقیت انتقادی داشت.
از ۲۰۱۲ تا به امروز: افزایش موفقیت انتقادی و تجاری در سطح جهانی
فیلم بعدی Vijay در سال 2012 Nanban بود. نانبان در جشنواره بین‌المللی فیلم ملبورن در استرالیا به نمایش درآمد. بازی ویجی در این فیلم مورد تحسین منتقدان قرار گرفت. نانبان به یک نمایش ۱۰۰ روزه ادامه داد. Indian Express گزارش داد که فیلم Nanban مبلغ ۱۵۰ کرور در گیشه بدست آورده است. اکشن هیجان انگیز Thuppakki، به کارگردانی ای آر موروگادوس و تهیه کنندگی S. Dhanu در دیوالی ۲۰۱۲ اکران شد و نقدهای مثبتی دریافت کرد. این فیلم سومین فیلم تامیل شد که وارد کلوپ ۱ میلیارد روپیه داخلی شد. Thuppakki به پردرآمدترین فیلم حرفه ای ویجی در آن زمان تبدیل شد، و اولین فیلم او بود که بیش از ۱٬۸۰۰٬۰۰۰٬۰۰۰ روپیه فروخت. Thuppakki در جشنواره فیلم روسیه نیز به نمایش درآمد.
فیلم بعدی او Thalaivaa، به کارگردانی A. L. Vijay، در ۹ اوت ۲۰۱۳ در سراسر جهان منتشر شد، و اکران تأخیری در تامیل نادو داشت. Thalaivaa یک شکست کلی باکس آفیس بود. فیلم Jilla در سال ۲۰۱۴ اکران شد و در نهایت به یک موفقیت در گیشه تبدیل شد. ویجی دوباره با ای آر موروگادوس در اکشن هیجان انگیز Kaththi کار کرد. این فیلم تحسین منتقدان را به همراه داشت. لس‌آنجلس تایمز Kaththi را "موفقیت در سبک" نامید. Kaththi مبلغ ۱۳۰ کرور در گیشه فروش داشت. این فیلم دومین فیلم پرفروش تامیل در سال ۲۰۱۴ بود.
در سال ۲۰۱۵ فیلم تخیلی Puli به کارگردانی چیمبو دیون اکران شد. پولی نقدهای متفاوتی از منتقدان دریافت کرد و ویجی به خاطر ورود به یک ژانر جدید مورد تحسین قرار گرفت. پولی یکی از پرفروش‌ترین فیلم‌های سال ۲۰۱۵ بود. حقوق ماهواره ای و توزیع فیلم به مبلغ ۱۰۰ کرور فروخته شد. از آنجایی که کارگردان دیون یک کاریکاتوریست است، موضوع فیلم نیمه دیو تا حدی بر اساس انیمه مانگای ژاپنی سری Inuyasha بود، و ویجی نقش "ببر-دیو" را با دندان‌های ببر و چشمان آبی بازی کرد. Sydney Morning Herald بیان کرد که ویجی به عنوان یک "ببر-دیو" در این فیلم برتری دارد. IB Times گزارش داد که پولی در بازارهای خارجی به عنوان یکی از فیلم‌های هندی موفق شناخته می‌شود که استانداردهایی در سطح بین‌المللی دارد. فیلم اکشن تریلر Theri به کارگردانی اتلی کومار در آوریل ۲۰۱۶ با نقدهای متفاوتی از سوی منتقدان و تماشاگران منتشر شد و یکی از منتقدان از عملکرد بازیگر و داستان "قابل پیش بینی" انتقاد کرد. این دومین فیلم پرفروش تامیل در سال ۲۰۱۶ و دومین فیلم ویجی با فروش بیش از ۱٬۷۱۰٬۰۰۰٬۰۰۰ روپیه بود. در سال ۲۰۱۷ فیلم ماسالا Bairavaa اکران شد. نقدهای متفاوتی دریافت کرد و ۱۱۵ کرور در باکس آفیس جمع‌آوری کرد. شصت و یکمین فیلم او، اکشن مهیج Marsal، توسط آتلی کارگردانی شد و در دیوالی سال ۲۰۱۷ اکران شد. این فیلم هم موفقیتی انتقادی و هم تجاری را به همراه داشت. که اولین فیلم ویجی بود که بیش از ۲٫۵ میلیارد روپیه فروش داشت. این فیلم همچنین در ژاپن در شهرهای توکیو، ایبینا، اوزاکا و ناکایا اکران شد. ویجی برای بازی در فیلم مرسال در سال ۲۰۱۸ نامزد بهترین بازیگر مرد در جوایز ملی فیلم بریتانیا شد. این فیلم در همان جشنواره جایزه بهترین فیلم خارجی زبان را دریافت کرد. این فیلم سومین فیلم ویجی بود که پس از کاوالان (۲۰۱۱) و پولی (۲۰۱۵) در چین اکران شد. این فیلم همچنین در جشنواره بین‌المللی فیلم خارق‌العاده بوچئون در کره جنوبی به نمایش درآمد.
در سال ۲۰۱۸ فیلم سیاسی Sarkar به کارگردانی ای آر موروگادوس اکران شد. کیرتی سورش نقش زن را بازی کرد و این دومین همکاری او با ویجی پس از Bairavaa بود. پس از انتشار آن در دیوالی ۲۰۱۸ سرکار چندین رکورد مجموعه را شکست و در عرض دو روز وارد کلوپ ۱۰۰ کرور شد. هالیوود ریپورتر در این فیلم از ویجی به عنوان مردی با "swag" یاد کرد. سرکار دومین فیلم او بود که بیش از ۲٫۵ میلیارد روپیه فروخت. سرکار در اسپانیا، فرانسه و ژاپن به نمایش درآمد. Bigil در سال ۲۰۱۹ به کارگردانی اتلی اکران شد و یک فیلم اکشن فوتبالی است. ویجی برای نقش خود در این فیلم تحت "آموزش‌های ویژه" قرار گرفت. فیلم Bigil آخرین فیلم ویجی در این دهه بود. بیگیل نقدهای متفاوتی از منتقدان دریافت کرد و برای به تصویر کشیدن شخصیت‌هایش در فیلم مورد تحسین قرار گرفت. این یک موفقیت تجاری بود، با فروش بیش از ۳۰۰ کرور به پردرآمدترین فیلم تامیل در سال ۲۰۱۹ تبدیل شد و ظرف سه ماه پس از اکرانش هم به پردرآمدترین فیلم حرفه ای ویجی تبدیل شد. Bigil همچنین اولین فیلم تامیلی بود که در مصر و اردن به نمایش درآمد. در سال ۲۰۲۰، Bigil اولین فیلم تامیلی بود که در آلمان دوباره اکران شد.
در سال ۲۰۲۰ لوکش کاناگاراج به عنوان کارگردان فیلم استاد ویجی به تهیه کنندگی خاویر بریتو انتخاب شد. در ابتدا قرار بود Master در ۹ آوریل ۲۰۲۰ اکران شود، اما به دلیل همه‌گیری COVID-19 به تعویق افتاد. در ۱۳ ژانویه ۲۰۲۱ در سینماها اکران شد. استاد پرفروش‌ترین فیلم در امارات متحده عربی با مبلغ ۱٫۴ میلیون دلاری در طی دو روز بود که از اکران‌های هالیوود Wonder Woman 1984 و Tenet در همان کشور پیشی گرفت. این اولین فیلم هندی بود که در مدت کوتاهی رتبه اول فروش جهانی را برای آن سال به همراه داشت. این فیلم در جشنواره بین‌المللی فیلم آلبرتا، کانادا به نمایش درآمد. پس از انتشار، نقدهای مثبتی از بینندگان و منتقدان دریافت کرد. مجله بریتانیایی Eastern Eye استاد را "یک فیلم اکشن با هیجان بالا و سرگرم کننده" نامید، اما اظهار داشت که "زمان فیلم کمی طولانی است". این فیلم فروش ۲۲۰ الی ۳۰۰ کروری در سرتاسر جهان داشت و در گیشه به موفیت رسید. بر اساس تحلیلگران تجاری، مجموع درآمد ناخالص مرسال، سرکار، بیگیل و مستر بیش از ۱۰۰۰ کرور بود. فیلم اکشن کمدی تاریک Beast در ۱۳ آوریل ۲۰۲۲ در سراسر جهان اکران شد. Beast نقدهای متفاوتی از منتقدان دریافت کرد راجر ایبرت، منتقد فیلم آمریکایی، فیلم هیولا را با ۳/۵ ستاره بررسی کرد و "ویجی را به عنوان یک ببر چند وجهی رواقی (صبور) با آواتار چند وجهی" نامید. Beast پرفروش‌ترین فیلم تامیل در سینماهای ایالات متحده بود. Beast رکوردهای مجموعه باکس آفیس را در بازارهای بین‌المللی نیوزلند، استرالیا و سنگاپور شکست. این فیلم از نظر تجاری موفق بود و ۲۲۰ الی ۳۰۰ کرور در سراسر جهان جمع‌آوری کرد، و یکی از پربیننده‌ترین فیلم‌های نتفلیکس در سراسر جهان در سال ۲۰۲۲ بود. این اولین فیلم تامیلی بود که در ازبکستان به نمایش درآمد.
فیلم اکشن درام Varisu توسط تهیه‌کننده فیلم تلوگو دیل راجو و کارگردانی وامشی پایدیپالی ساخته شد. اس تامان موسیقی و موسیقی پس‌زمینه فیلم را ساخت. Varisu در ۱۱ ژانویه ۲۰۲۳ در سراسر جهان با نقدهای مثبت و منفی اکران شد، Varisu بیش از ۳۰۰ کرور در گیشه بدست آورد. پروژه آینده او، Leo به کارگردانی لوکش کاناگاراج، در دومین همکاری خود با ویجی است. قرار است در ۱۹ اکتبر ۲۰۲۳ در سینماهای سراسر جهان اکران شود. موسیقی متن فیلم توسط آنیرود در چهارمین همکاری او با ویجی ساخته شد. لئو قرار است به زبان‌های تامیل، هندی، تلوگو و کانادا منتشر شود. در ۲۱ مه ۲۰۲۳، کارگردان ونکات پرابو و AGS Entertainment فیلم بعدی ویجی را با نام آزمایشی Thalapathy68 اعلام کردند. موسیقی متن فیلم توسط یووان شانکار راجا در دومین همکاری خود با ویجی پس از دو دهه ساخته خواهد شد. Thalapathy68 قرار است در سال ۲۰۲۴ منتشر شود، اخیراً نام فیلم اعلام شده و این شصت و هشتمین فیلم ویجی با نام The Great Of All Time در اواسط سال ۲۰۲۴ اکران می‌شود. گفته می‌شود فیلم‌های Thalapathy69 و Thalapathy70 فیلم‌های علمی-تخیلی و فانتزی هستند.

## هنر و افتخارات

جشنواره بهترین بازیگر بریتانیا

مجسمه‌های مومی ویجی در چندین بخش از هند به ویژه در موزه کانیاکوماری رونمایی شد. ویدیوی رقص Arabic Kuthu از فیلم Beast بازدید بیش از ۲۵ میلیونی در یک روز را به دست آورد، تریلر فیلم لئو تبدیل به سریع‌ترین تریلری شد که یک میلیون لایک دریافت کرد. آهنگ Ranjithame از Varisu در پاکستان و بنگلادش مورد استقبال قرار گرفت. صفحه رسمی اینستاگرام Vijay سومین و سریعترین صفحه برای رسیدن به ۱ میلیون دنبال کننده در جهان بود. News 18 ویجی را به عنوان یک "بازیگر همه کاره" (خواننده، رقصنده و بشردوست) توصیف کرد. تلویزیون اودیشا گزارش داد که " طرفداران دیوانه وار منتظر فیلم‌های [ویجی] هستند، او مجموعه ای از مخاطبان اختصاصی دارد که از حرکات رقص او لذت می‌برند". رسانه‌های زی گزارش دادند که ویجی با بازی و حضور در فیلم‌هایش، تماشاگران را شگفت‌زده می‌کند. تایمز آو ایندیا حرکات رقص ویجی را در آهنگ‌های فیلمش «پر انرژی» نامید. ویجی دکترای افتخاری از دکتر M.G.R رئیس مؤسسه آموزشی و پژوهشی در سال ۲۰۰۷ به خاطر دستاوردهای او در صنعت سینما دریافت کرد. ویجی برای فیلم مرسال جایزه "بهترین بازیگر بین المللی سال ۲۰۱۸" را در بریتانیا دریافت کرد.

## فیلم‌شناسی
فهرست برخی از فیلم‌هایی که ویجی در آنها به ایفای نقش پرداخته است:
- دوستان
- ببر
- منو عصبانی نکن
- تفنگ
- جوانی
- بایراوا
- فرستنده
- ریسک پذیر
- سرکار
- رهبر
- چاقو
- بیگیل
- دغل
- تامیژان
- گیتا جدید
- شکارچی
- پسر تامیلی دوست‌داشتنی
- مستر (استاد)
- سینگام
- sura
- بدری
- Madhurey
- منطقه
- ساچین
- احترام به عشق
- خانواده
- رو در رو
- وارث
- سیواکاسی
- جانور
- لئو
- بزرگ‌ترین تمام دوران ۲۰۲۴
- کوسه